# 1107 Lictoria
Lictoria (asteróide 1107) é um asteróide da cintura principal com um diâmetro de 79,17 quilómetros, a 2,7753328 UA. Possui uma excentricidade de 0,127684 e um período orbital de 2 072,79 dias (5,68 anos).
Lictoria tem uma velocidade orbital média de 16,69829497 km/s e uma inclinação de 7,06808º.
Esse asteróide foi descoberto em 30 de Março de 1929 por Luigi Volta.